# イ・インソン
イ・インソン（李 寅性、이인성、1950年7月27日 - ）は、大韓民国の声優。男性。
1976年からMBCに所属している。MBC7期。現在は フリーランスとして活動している。

## 出演作品
※太字は主役・ヒロイン・メインキャラクター。

### テレビアニメ
- ドラゴンボールZ (亀仙人、人造人間16号、グレゴリー)
- おくびょうなカーレッジくん (カーレッジ)
- ロッコーのモダンライフ (ヘッファー・ウルフ)
- カウボーイビバップ (パンチ)
- ドンキーコング (クランキーコング)
- パワーパフガールズ (モジョ・ジョジョ、カレ) ※トゥーニバース放送版
- ハウス・オブ・マウス (ムーシュー,ペイン,パンチート,スクルージ・マクダック)
- 星のカービィ (ドクター・エスカルゴン)

### 劇場アニメ
- シュレック, シュレック2 (ドンキー)
- 猫の恩返し (ナトリ)
- ヘラクレス (ペイン)
- ブラザー・ベア (トゥーク)
- プリンセスと魔法のキス (レイ)
- ムーラン (ムーシュー)
- モンスターズ・インク (マイク)
- もののけ姫(甲六)
- アイス・エイジシリーズ （シド）